# Lars Agnar Hjelmeset
Lars Agnar Hjelmeset (ur. 18 sierpnia 2001) – norweski biegacz narciarski, dwukrotny medalista mistrzostw świata juniorów i wicemistrz świata młodzieżowców.

## Kariera
Po raz pierwszy na arenie międzynarodowej pojawił się 25 listopada 2017 roku w Gålå, gdzie w zawodach juniorskich zajął 37. miejsce w sprincie techniką klasyczną. W 2020 roku wystartował na mistrzostwach świata juniorów w Oberwiesenthal, gdzie zajął 7. miejsce na dystansie 30 km stylem dowolnym oraz 27. w sprincie stylem dowolnym. Podczas rozgrywanych rok później mistrzostw świata juniorów w Vuokatti zwyciężył w sztafecie, a w sprincie stylem klasycznym zdobył srebrny medal. Zdobył też srebrny medal w biegu na 10 km stylem dowolnym na mistrzostwach świata młodzieżowców w Whistler w 2023 roku.
W Pucharze Świata zadebiutował 3 marca 2022 roku w Drammen, gdzie w sprincie stylem klasycznym zajął 14. miejsce. Tym samym już w debiucie zdobył pierwsze pucharowe punkty.
Jego ojciec, Odd-Bjørn Hjelmeset, także uprawiał biegi narciarskie, a kuzynka, Maren Kirkeeide, została biathlonistką.

## Osiągnięcia

### Mistrzostwa świata juniorów
| Miejsce | Dzień     | Rok  | Miejscowość    | Konkurencja              | Czas biegu | Strata  | Zwycięzca              |
| ------- | --------- | ---- | -------------- | ------------------------ | ---------- | ------- | ---------------------- |
| 27.     | 29 lutego | 2020 | Oberwiesenthal | Sprint stylem dowolnym   | 2:33,44    | —       | Ansgar Evensen         |
| 7.      | 4 marca   | 2020 | Oberwiesenthal | 30 km stylem dowolnym    | 1:13:39,0  | +1:30,8 | Iver Tildheim Andersen |
| 2.      | 9 lutego  | 2021 | Vuokatti       | Sprint stylem klasycznym | 3:08,85    | +1,68   | Niilo Moilanen         |
| 11.     | 12 lutego | 2021 | Vuokatti       | 10 km stylem dowolnym    | 24:26,6    | +1:05,4 | Martin Kirkeberg Mørk  |
| 1.      | 13 lutego | 2021 | Vuokatti       | bieg sztafetowy 4×3,3 km | 49:45,3    | —       | —                      |
| 9.      | 14 lutego | 2021 | Vuokatti       | 30 km stylem klasycznym  | 1:21:22,2  | +52,0   | Aleksandr Iwszin       |

### Mistrzostwa świata młodzieżowców (do lat 23)
| Miejsce | Dzień       | Rok  | Miejscowość | Konkurencja              | Czas biegu | Strata | Zwycięzca             |
| ------- | ----------- | ---- | ----------- | ------------------------ | ---------- | ------ | --------------------- |
| 12.     | 26 lutego   | 2022 | Lygna       | Sprint stylem klasycznym | 2:14,95    | —      | Valerio Grond         |
| 7.      | 29 stycznia | 2023 | Whistler    | Sprint stylem klasycznym | 2:46,20    | —      | Ansgar Evensen        |
| 2.      | 3 lutego    | 2023 | Whistler    | 10 km stylem dowolnym    | 22:52,1    | +26,9  | Martin Kirkeberg Mørk |

### Puchar Świata

#### Miejsca w klasyfikacji generalnej
| Sezon     | Miejsce |
| --------- | ------- |
| 2021/2022 | 66.     |
| 2022/2023 | 92.     |

#### Miejsca na podium w zawodach
Hjelmeset nie stanął na podium indywidualnych zawodów PŚ.